# New Zealand State Highway 16
Der New Zealand State Highway 16 (auch State Highway 16 oder in Kurzform SH 16) ist eine Fernstraße von nationalem Rang auf der Nordinsel von Neuseeland.

## Strecke
Vom New Zealand State Highway 1 abzweigend führt der SH 16 von Wellsford aus in vornehmlich südlicher Richtung zunächst am Ufer des Kaipara Harbour entlang bis zu dessen Südspitze bei Helensville. Von dort führt er in grob südöstlicher Richtung bis nach Auckland hinein und am Südufer des Waitematā Harbour entlang, wo er bei der Mechanics Bay endet. Der Highway bietet somit die westliche Alternative zum SH 1, der weitgehend parallel dazu östlich verläuft.